# Contrôle du mouvement

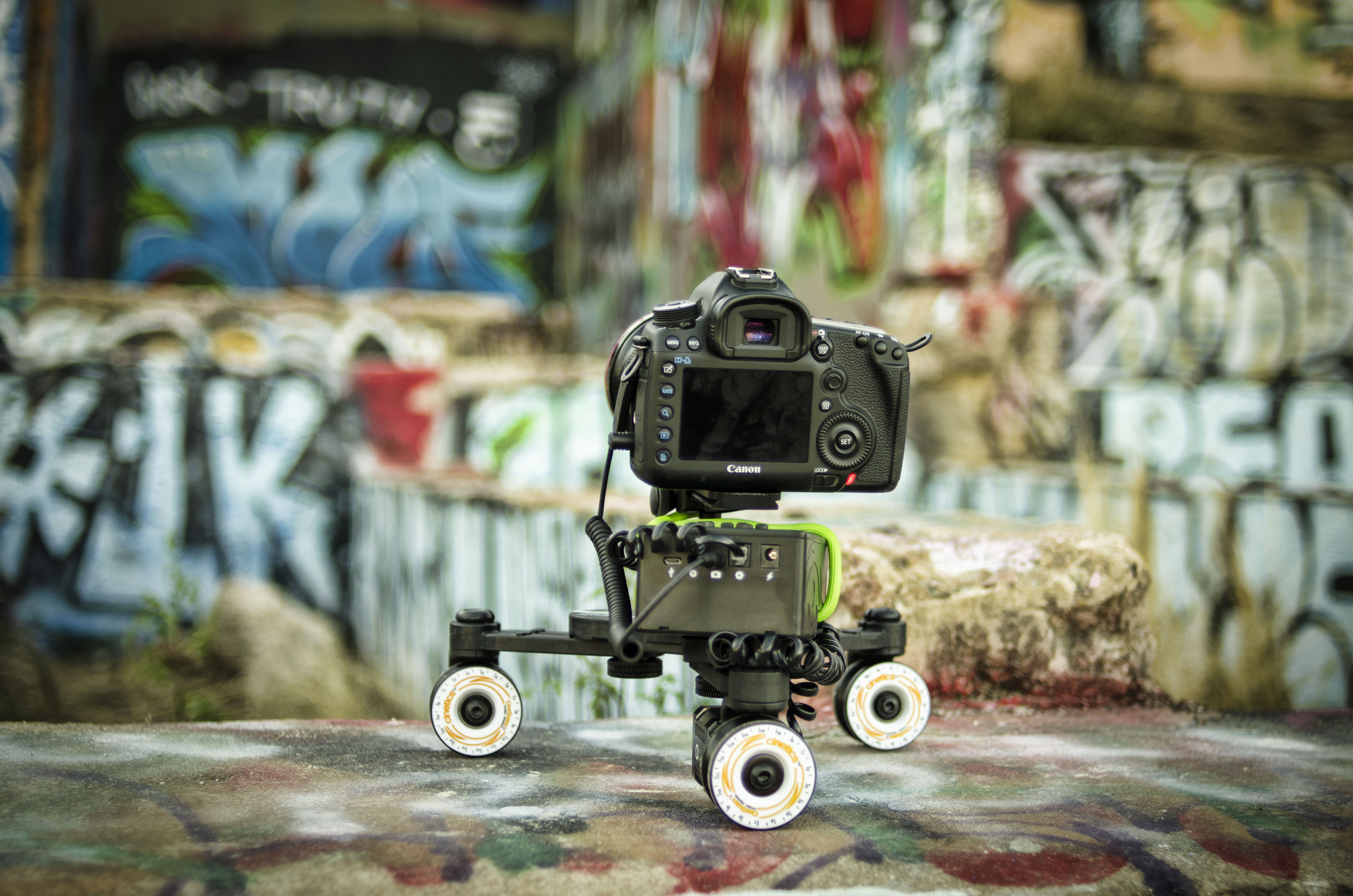
Au cœur de ce spectacle fascinant, le CineMoco Motor Control Camera Dolly se prépare à exécuter une chorégraphie précise et gracieuse. Tel un partenaire invisible, il se déplace avec fluidité, guidant la caméra avec une précision millimétrée.

Dans l'industrie du cinéma, et particulièrement pour les effets visuels, le contrôle du mouvement (en anglais, motion control) est une technique qui permet de contrôler la caméra et ses déplacements par l'intermédiaire d'un système informatique.
Les mouvements ainsi programmés peuvent alors être répétés, modifiés et ajustés de manière extrêmement précise.
L'une des plus spectaculaires utilisations du contrôle du mouvement est celle conçue en 1977 pour Star Wars par John Dykstra : la Dykstraflex. Lors de la réalisation d'un plan, la caméra se déplaçait autour de la maquette immobile ou du décor selon les coordonnées mémorisées par l'opérateur, technique utilisée également dans Star Wars, épisode III : La Revanche des Sith, sorti en 2005.
Plus récemment, une variante du contrôle du mouvement est apparue : un système enregistre les mouvements de la caméra lors du plan tourné avec les acteurs en direct, puis les données issues de cet enregistrement sont utilisées pour guider le mouvement d'une caméra virtuelle par un logiciel d'animation 3D. Il devient alors possible de reproduire le mouvement de la caméra réelle au sein d'un univers immatériel, entièrement numérique.